# (26177) Fabiodolfi
(26177) Fabiodolfi – planetoida z pasa głównego asteroid okrążająca Słońce w ciągu 4 lat i 186 dni w średniej odległości 2,73 j.a. Została odkryta 12 kwietnia 1996 roku w Pistoia Mountains Astronomical Observatory w San Marcello Pistoiese przez Luciano Tesiego i Andrea Boattiniego. Nazwa planetoidy pochodzi od Fabio Dolfiego (ur. 1966), włoskiego astronoma amatora. Przed nadaniem nazwy planetoida nosiła oznaczenie tymczasowe (26177) 1996 GN2.